# Atlantic City FC
Der Atlantic City FC ist ein US-amerikanisches Fußball-Franchise mit Sitz in Atlantic City im Bundesstaat New Jersey. Das Franchise stellt eine Mannschaft in der NPSL und seit 2021 auch eine Mannschaft in der NISA Nation.

## Geschichte
Am 21. Dezember 2017 verkündete die National Premier Soccer League eine Erweiterung der Liga in Form des Atlantic City FC. Mit Kristian O’Leary wurde dann kurze Zeit später auch ein erster Cheftrainer vorgestellt. Die erste Saison war für das Team so nun die Spielzeit 2018, welche sie noch auf dem Gelände der Stockton University absolvierte. In ihrer ersten Saison landete die Mannschaft mit 15 Punkten auf dem sechsten Platz der Keystone Conference innerhalb der Northeast Region. Im Anschluss an die Regular Season 2019 gelang der Mannschaft dann erstmals der erste Platz in der Conference durch Punktgleichheit von 22 Punkten mit dem West Chester United SC durch einen vorherigen Sieg. So zog das Team erstmals in die Play-offs ein, wo man aber in den Conference Semifinals direkt mit 1:2 gegen den Philadelphia Lone Star FC verlor. Bedingt durch die Covid-19-Pandemie wurde die Saison 2020 bereits Ende März des Jahres abgebrochen. Auch die Saison 2020 des US Open Cup, für den sich die Mannschaft erstmals qualifiziert hatte, wurde nicht ausgetragen.
Zum Ende der Regular Season 2021 hin platzierte sich das Franchise mit 26 Punkten auf dem zweiten Platz der Conference und stand somit wieder in den Play-offs. Es reichte aber wieder nicht für mehr als die Conference Semifinals, in denen man mit 2:3 gegen den FC Motown scheiterte.